# Tour du télégraphe Chappe de Saverne
Pour les articles homonymes, voir Télégraphe (homonymie).
La tour du télégraphe Chappe de Saverne est un des relais de l'ancienne ligne télégraphique Chappe, entre les villes françaises de Paris et Strasbourg, inaugurée le 31 mai 1798. En cours d'exploitation, la tour a été déplacée sur la commune de Haegen dans le Bas-Rhin.

## Histoire
La tour est initialement (1798) implantée près du pont du diable, dans l'enceinte du château du Haut-Barr à Saverne d'où son nom de tour du Haut-Barr ou tour de Saverne. Bien située (altitude 481 m), mais d'accès dangereux, elle est déplacée en 1810 à son emplacement actuel au lieu-dit Honbert.
L'exploitation dura jusqu'en 1852, année de la mise en service du télégraphe électrique entre la capitale et Strasbourg, parallèlement au chemin de fer.
Saverne / Haegen est le 48e des 52 postes télégraphiques implantés entre Paris et Strasbourg.
En 1962, lorsque l'association Les amis de l'histoire des PTT d'Alsace s'y intéresse, la tour est complètement ruinée. Elle sera totalement restaurée, y compris le mécanisme, en 1968. Ce sera la première tour Chappe remise en état de fonctionnement.

## Accès
La tour déplacée et reconstruite se situe maintenant dans le massif des Vosges, sur le territoire de la commune de Haegen, au sud du château du Haut-Barr et à 180 m de la limite intercommunale entre Saverne et Haegen.
Les visites organisées par l'Association de sauvegarde de la tour musée de l'ancien télégraphe Chappe et des collections Postes et Télécoms,  comprennent le musée du télégraphe Chappe et une démonstration de l'appareil. Le musée du Télégraphe Chappe est ouvert du mardi au dimanche de 13h à 18h de début juin à mi-septembre (jusqu'aux journées du Patrimoine).